# Масуд II (султан Газні)
Масуд II (*д/н — після 1049) — володар газневідського султанату в 1049 році. Повне ім'я Абу Джафар Масуд ібн Маудуді.

## Життєпис
Походив з династії Газневідів. Син Маудуді I. Про дату народження та молоді роки нічого невідомо. Після смерті батька, що сталася у грудні 1048 або у січні 1049 року став новим султаном. Втім панував лише 2 або 3 тижні. Після цього його було повалено візиром Абд аль-Раззаком, який поставив на трон Алі, що був стрийком Масуда II. Останнього запроторено до фортеці. Подальша доля невідома.